# Сендзіслав (Нижньосілезьке воєводство)
Сендзіслав (пол. Sędzisław, нім. Ruhbank) — село в Польщі, у гміні Марцишув Каменноґурського повіту Нижньосілезького воєводства.
Населення — 658 осіб (2011).
У 1975-1998 роках село належало до Єленьоґурського воєводства.

## Демографія
Демографічна структура станом на 31 березня 2011 року:
|          | Загалом | Допрацездатний вік | Працездатний вік | Постпрацездатний вік |
| -------- | ------- | ------------------ | ---------------- | -------------------- |
| Чоловіки | 322     | 71                 | 219              | 32                   |
| Жінки    | 336     | 55                 | 196              | 85                   |
| Разом    | 658     | 126                | 415              | 117                  |

## Галерея

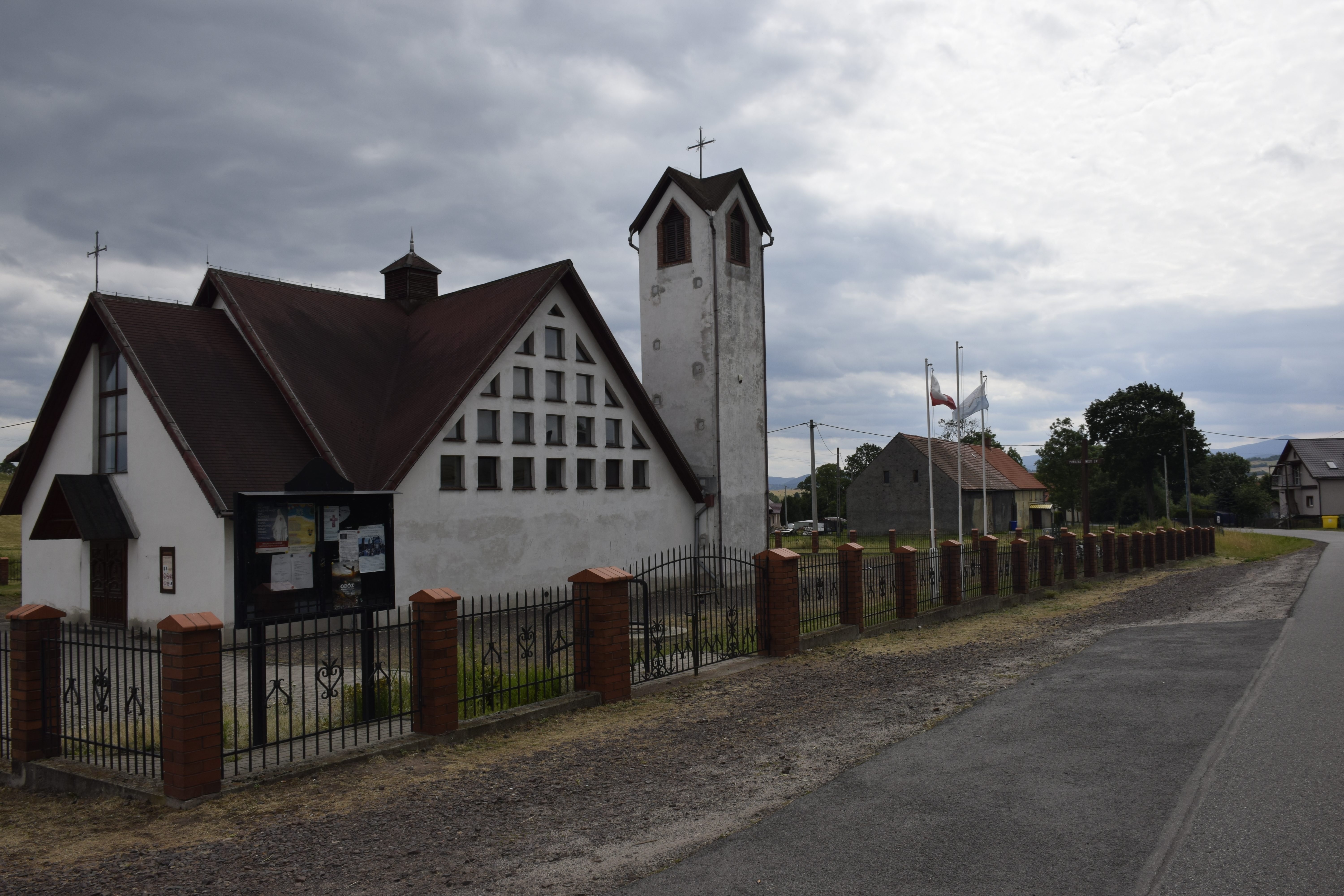
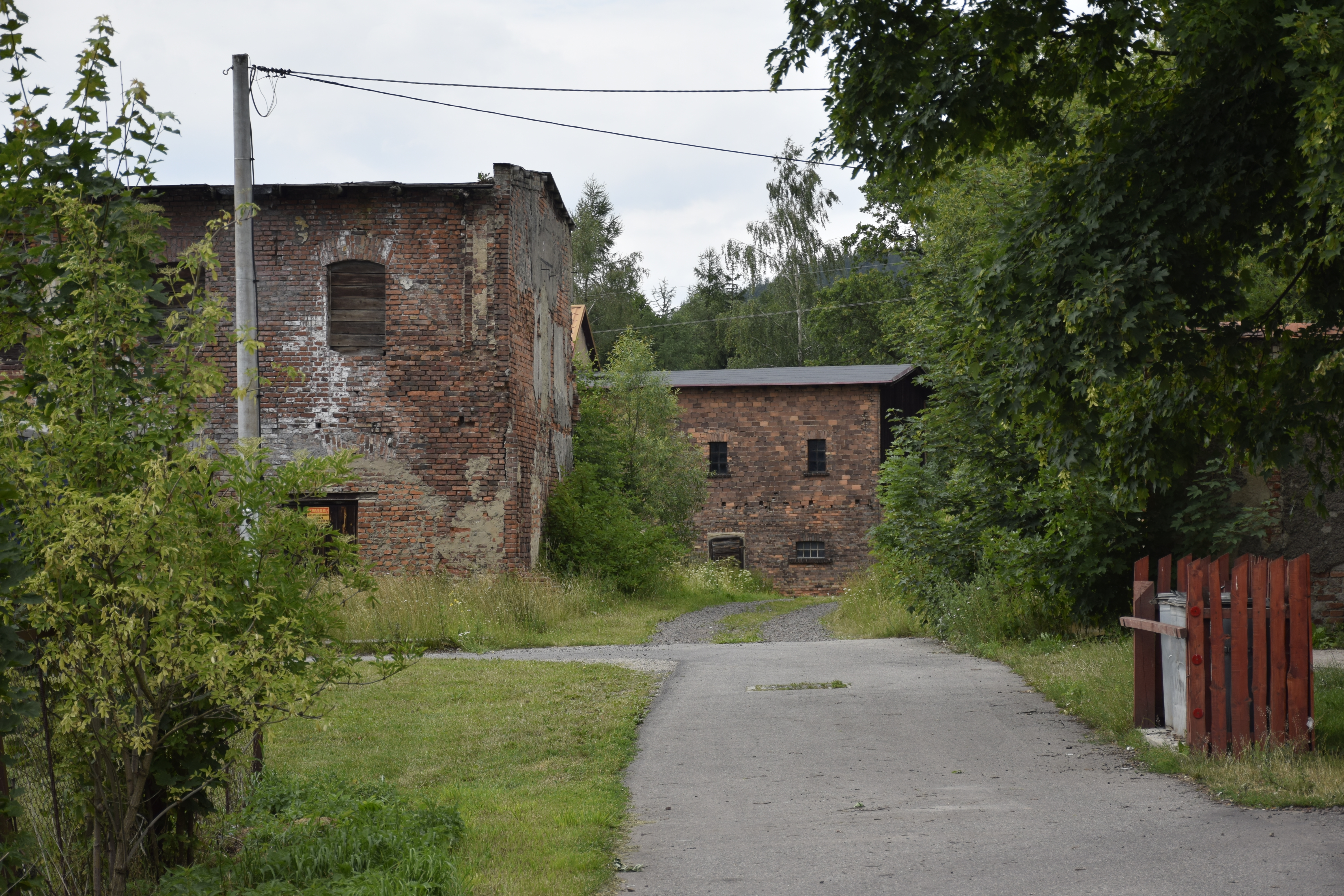
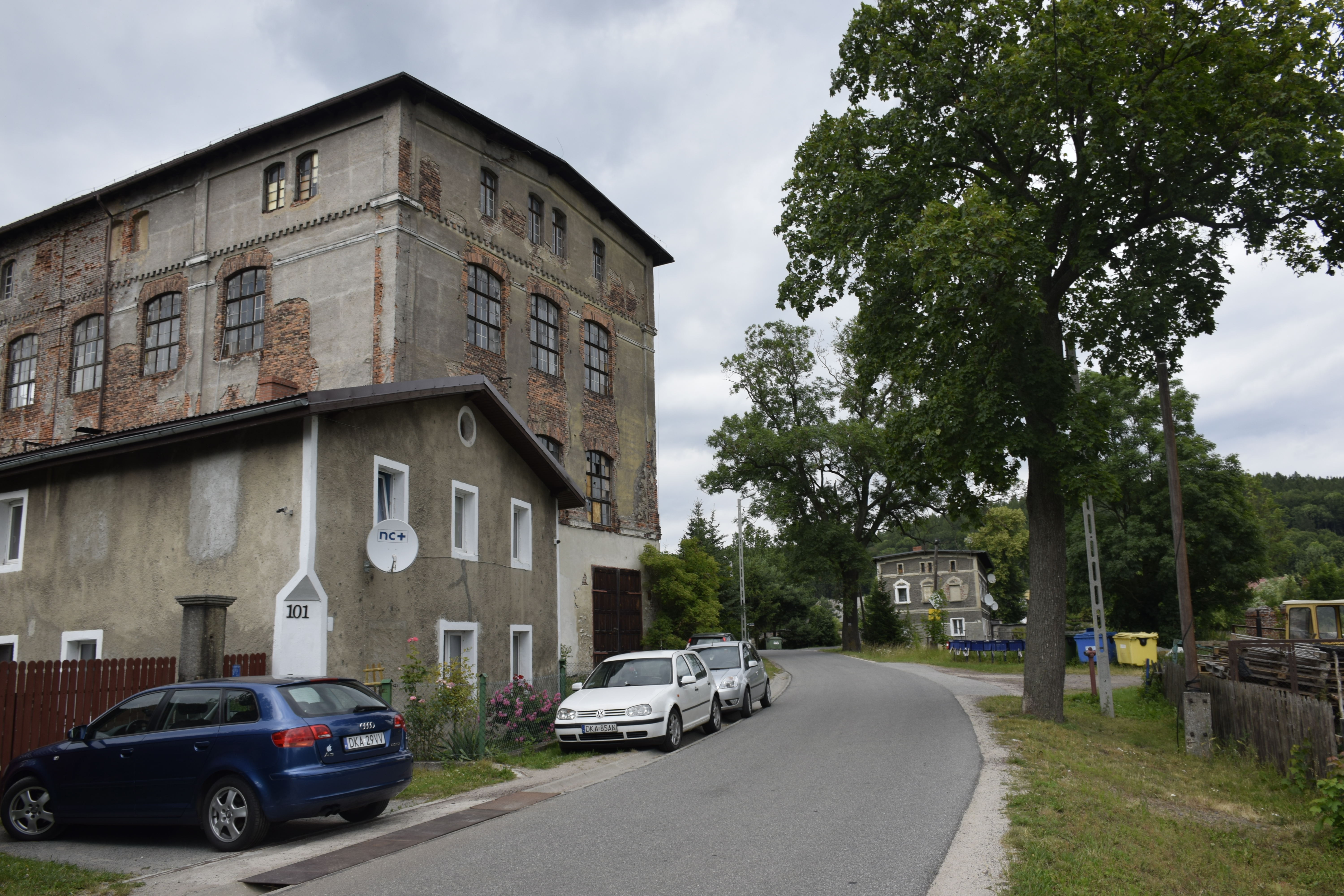
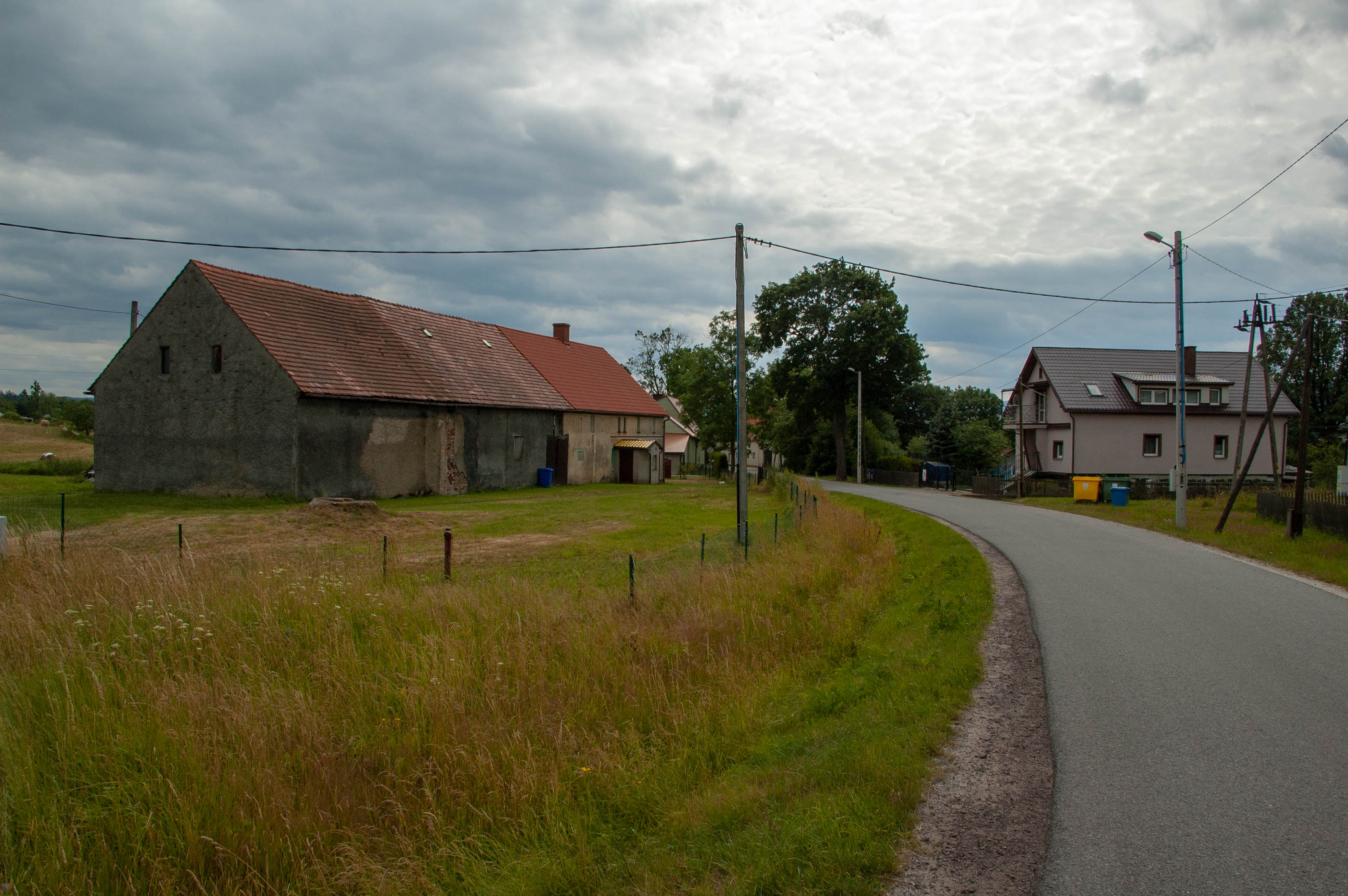